# Trionto
El Trionto es un río italiano de Calabria, que nace en La Sila (provincia de Cosenza) y desemboca en el mar Jónico, después de un recorrido de 40 km. Sus afluentes principales son La Manna, Macrocioli, Ortiano y Laurenzana. Tiene un régimen predominantemente torrenticio y estacional. A lo largo de su curso, pasa por Longobucco, sus fracciones Ortiano, Manco y Destro, Cropalati, Caloveto, Mirto Crosia, Rossano. 
En el tramo al norte de Longobucco y en los torrentes La Manna y Macrocioli se ha excavado a lo largo de los siglos la galena argentífera. Otras mineralizaciones significativas están presentes en el valle de Longobucco, en la ribera derecha del río, entre el torrente La Manna y la localidad Puntadura. Particularmen estudiada por los geólogos es, en este tramo, la falla de Ortiano.